# İstanbul Başakşehir FK
Az İstanbul Başakşehir FK (korábban: İstanbul Büyükşehir Belediyespor) egy török labdarúgócsapat, melynek tulajdonosa Isztambul városa. 1990-ben, több kisebb helyi csapat összevonásával hozták létre. 2007 óta az első osztályban játszanak. A 2016-2017-es idényben ezüstérmes lett a gárda a török élvonalban. A 2017-2018-as bajnokságban bronzérmet szerzett a csapat, mindössze három ponttal lemaradva a bajnoki aranyról. A 2017-2018-as kiírásban az együttes az Európa Liga csoportkörében a 3. helyet szerezte meg, mérlege: 2 győzelem, 2 döntetlen és 2 vereség volt. A 2018-2019-es szezonban sokáig első helyen állt a csapat, ám a Galatasaraytól elszenvedett 2-1-es májusi vereséggel lecsúsztak az aranyéremről és a második helyen végeztek.A 2019-20-as bajnokságban az élen végzett, így története során először lett bajnok. A 2020-21-es szezonban bemutatkozhattak az UEFA Bajnokok ligája főtábláján, ahol egy győzelem mellett (Basaksehir - Manchester United 2-1) öt vereséget szenvedve végeztek csoportjuk negyedik helyén.

## Jelenlegi játékosok
2025. február 13-i állapotnak megfelelően.
| #  |     | Poszt | Név                                                 |
| -- | --- | ----- | --------------------------------------------------- |
| 1  | TUR | K     | Volkan Babacan                                      |
| 2  | TUR | KP    | Berat Özdemir (kölcsönben az El-Áttifák csapatától) |
| 3  | GHA | V     | Jerome Opoku                                        |
| 4  | TUR | KP    | Onur Ergün                                          |
| 5  | BRA | V     | Léo Duarte                                          |
| 6  | BRA | V     | Lucas Lima                                          |
| 7  | TUR | CS    | Serdar Gürler                                       |
| 8  | CMR | KP    | Olivier Kemen                                       |
| 9  | POL | CS    | Krzysztof Piątek                                    |
| 11 | SEN | CS    | Philippe Kény                                       |
| 13 | POR | KP    | Miguel Crespo                                       |
| 15 | TUR | V     | Hamza Güreler                                       |
| 16 | TUR | K     | Muhammed Şengezer                                   |
| 17 | TUR | KP    | Ömer Faruk Beyaz                                    |

| #  |     | Poszt | Név                                                |
| -- | --- | ----- | -------------------------------------------------- |
| 18 | POL | KP    | Patryk Szysz                                       |
| 20 | TUR | KP    | Umut Güneş                                         |
| 21 | CIV | V     | Christopher Operi ()                               |
| 22 | POR | CS    | Matchoo Djaló                                      |
| 23 | TUR | KP    | Deniz Türüç                                        |
| 25 | BRA | CS    | João Figueiredo                                    |
| 26 | TUR | KP    | Yusuf Sarı                                         |
| 27 | SEN | V     | Oussenyou Ba (kölcsönben a Olimbiakósz csapatától) |
| 42 | TUR | KP    | Ömer Ali Şahiner                                   |
| 77 | TUR | CS    | İvan Brnić                                         |
| 78 | TUR | V     | Yusuf Yılmaz                                       |
| 98 | TUR | K     | Deniz Dilmen                                       |

## Sikerlista
- Süper Lig
  - Bajnok: 1 alkalommal (2020)
  - Ezüstérmes: 2 alkalommal (2017, 2019)

- 1. Lig
  - Bajnok: 1 alkalommal (2014)
  - Ezüstérmes: 1 alkalommal (2007)

- 2. Lig
  - Bajnok: 2 alkalommal (1993, 1997)

- Török kupa
  - Döntős: 2 alkalommal (2011, 2017)

## Külső hivatkozások
- Hivatalos honlap Archiválva 2022. március 12-i dátummal a Wayback Machine-ben